# Jelakombo
Jelakombo is een bestuurslaag in het regentschap Jombang van de provincie Oost-Java, Indonesië. Jelakombo telt 4085 inwoners (volkstelling 2010).